# Ten American Painters
Ten American Painters, The Ten est une association de dix peintres américains impressionnistes du XIXe siècle qui démissionnèrent fin 1897 de la Société des artistes américains pour protester contre le mercantilisme de leurs expositions et leur ambiance de cirque. La Société s'est détachée vingt ans plus tôt de l'Académie nationale d'esthétique sous l'impulsion de Mary Cassatt, James Whistler, Thomas Eakins et Winslow Homer.
The Ten sont : Childe Hassam, Julian Alden Weir, John Henry Twachtman (remplacé par William Merritt Chase), Robert Reid, Willard Metcalf, Frank Weston Benson, Edmund Charles Tarbell, Thomas Wilmer Dewing, Joseph DeCamp et Edward Simmons.
Les Dix furent actifs à New York et Boston. Ils furent considérés comme les représentants de l'impressionnisme américain et organisèrent pendant vingt ans des expositions. Ils se sentirent tous comme des peintres vivants même si leur art semblait regarder vers le passé en comparaison avec le réalisme urbain si novateur et propre à retenir l'intérêt du public.

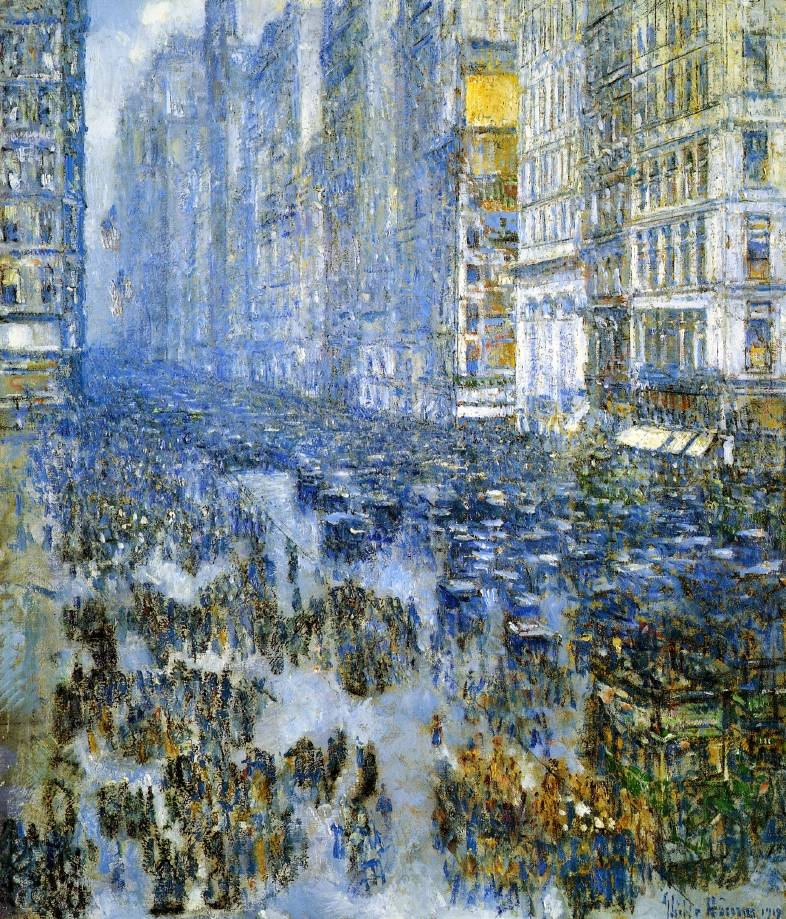
Fifth Avenue de Childe Hassam